# Караван (Нововодолажский район)
Караван (укр. Караван) — село, Караванский сельский совет, Нововодолажский район, Харьковская область.
Является административным центром Караванского сельского совета, в который, кроме того, входят сёла Завадовка и Червоная Поляна.

## Географическое положение
Село Караван находится на расстоянии в 4 км от реки Ольховатка (левый берег).
На расстоянии в 2 км расположено село Стулеповка.
По селу протекает несколько пересыхающих ручьёв с запрудами.
Рядом проходит железная дорога, ближайшая станция Караван в 3-х км.

## История
Селение основано в первой половине XIX века, являлось слободой Валковского уезда Харьковской губернии Российской империи.
Во время Великой Отечественной войны в 1941 - 1943 гг. село находилось под немецкой оккупацией.
В 1966 году здесь действовали колхоз «Радянська Україна» (имевший 3499 гектаров земли) с вспомогательными предприятиями (маслобойней, крупорушкой и двумя механическими мельницами), восьмилетняя школа с вечерними классами, сельский клуб и библиотека.
В январе 1989 года численность населения составляла 1114 человек.
По переписи 2001 года население составляло 1068 человек.

## Экономика
- Молочно-товарная и птице-товарная фермы.
- Сельскохозяйственный производственный кооператив «Украина».

## Объекты социальной сферы
- Школа.
- Дом культуры.
- Фельдшерско-акушерский пункт.